# جوزيبي مارتشيورو
جوزيبي مارتشيورو (Giuseppe Marchioro)، (مواليد 1936 في مدينة ميلانو)، لاعب كرة قدم إيطالي ومدرب كرة قدم إيطالي. درب إيه سي ميلان لموسم واحد 1976-1977.